# (33274) Beaubingham
1998 HT105 (asteroide 33274) é um asteroide da cintura principal. Possui uma excentricidade de 0.10006010 e uma inclinação de 8.02641º.
Este asteroide foi descoberto no dia 23 de abril de 1998 por LINEAR em Socorro.